# Blažijevići
Blažijevići su naselje u općini Srebrenica, Republika Srpska, BiH.

## Stanovništvo
Nacionalni sastav stanovništva 1991. godine, bio je sljedeći:
ukupno: 284
- Bošnjaci - 151
- Srbi - 131
- Jugoslaveni - 1
- ostali, neopredijeljeni i nepoznato - 1